# Prudkowskie osiedle wiejskie
Prudkowskoje (ros. Прудковское сельское поселение) – jednostka administracyjna wchodząca w skład rejonu poczinkowskiego w оbwodzie smoleńskim w Rosji.
Centrum administracyjnym osiedla jest wieś (ros. деревня, trb. dieriewnia) Prudki.

## Geografia
Powierzchnia osiedla wynosi 100,22 km².

## Historia
Osiedle powstało na mocy uchwały obwodu smoleńskiego z 28 grudnia 2004 r., a uchwałą z 20 grudnia 2018 z dniem 1 stycznia 2019 w granicach osiedla wiejskiego Prudkowskoje znalazły się wszystkie miejscowości zlikwidowanego osiedla kniażyńskiego.

## Demografia
W 2020 roku osiedle wiejskie zamieszkiwało 3362 mieszkańców.

## Miejscowości
W skład jednostki administracyjnej wchodzi 28 miejscowości (wyłącznie dieriewnie): Akulinki, Astaszkowo, Bojady, Bołwaniczi, Diwinka, Fiodorowo, Goriany, Jury, Kliny, Kniażoje, Koszelewo, Małaja Trostianka, Mokriadino, Mołuki, Morozowo, Piwowka, Płoskoje, Prichmorje, Prilepowo, Prowierżenka, Prudki, Prudki-1, Prudki-2, Swietłoje, Trostianka, Wasiljewo, Wierdichowo, Zacharinka.